# Mikołaj Kwaśniewski
Mikołaj Kwaśniewski (ur. 6 grudnia 1871 w Niemoroży, powiat zwinogródzki guberni kijowskiej, zm. prawdopodobnie 1941 w Auschwitz-Birkenau) – polski polityk, wicemarszałek Senatu IV kadencji (1935–1938). W 1938 członek założyciel Stronnictwa Demokratycznego, wojewoda tarnopolski, krakowski i poznański, doktor medycyny, pułkownik lekarz Wojska Polskiego, kawaler Orderu Virtuti Militari.

## Życiorys

### Kariera medyczna i wojskowa
W 1891 rozpoczął studia na wydziale matematyczno-fizycznym Uniwersytetu Noworosyjskiego w Odessie. W 1897 wyjechał do Charkowa, gdzie rozpoczął studia na wydziale medycznym Uniwersytetu. W 1901 wstąpił do Polskiej Partii Socjalistycznej. Wielokrotnie aresztowany za działalność polityczną, ukończył studia medyczne w 1904 na Uniwersytecie Lwowskim. W latach 1907–1914 był lekarzem ziemskim w Płoskirowie w guberni podolskiej. W 1914 przeniósł się do Warszawy. 
Od lipca 1915 służył w 5 pułku piechoty Legionów Polskich. Awansował kolejno na podporucznika (28 października 1915) i porucznika (1 listopada 1916). Wiosną 1917 pełnił służbę w Komendzie Placu Rembertów. Po tzw. kryzysie przysięgowym (1917) przebywał w obozie dla internowanych legionistów w Beniaminowie. 
Po odzyskaniu niepodległości służył w Wojsku Polskim. W grudniu 1921 ogłoszono jego przeniesienie do kompanii zapasowej sanitarnej nr 2 na stanowisko dowódcy. 3 maja 1922 roku został zweryfikowany w stopniu pułkownika ze starszeństwem z dniem 1 czerwca 1919 roku i 30. lokatą w korpusie oficerów sanitarnych, w grupie lekarzy, a jego oddziałem macierzystym była wówczas kompania zapasowa sanitarna nr 1 w Warszawie. W styczniu 1924 został przydzielony ze Szpitala Okręgowego Nr I do 1 batalionu sanitarnego w Warszawie na stanowisko dowódcy batalionu. We wrześniu 1926 roku został przeniesiony do Departamentu VIII Sanitarnego Ministerstwa Spraw Wojskowych na stanowisko szefa Wydziału II. Z dniem 1 marca 1927 roku został mu udzielony dwumiesięczny urlop z zachowaniem uposażenia, a z dniem 30 kwietnia 1927 roku został przeniesiony w stan spoczynku.

### Kariera polityczna
W 1926 przeszedł do służby w administracji państwowej. Jako radca wojewódzki w marcu 1926 został mianowany naczelnikiem Wydziału V w Urzędzie Wojewódzkim we Lwowie. W końcu listopada powierzono mu kierownictwo starostwa powiatu stolińskiego, po czym od 16 lutego 1927 do listopada 1928 zajmował stanowisko wojewody tarnopolskiego, od listopada 1928 do czerwca 1935 wojewody krakowskiego, a od czerwca do września 1935 wojewody poznańskiego. W 1935 w dowód wdzięczności otrzymał tytuł Honorowego Obywatela Zakopanego.
Wybrany senatorem RP we wrześniu 1935 z terenu Krakowa (z ramienia BBWR), utrzymał mandat do chwili rozwiązania parlamentu w końcu 1938. Był jednym z trzech wicemarszałków Senatu, ponadto przewodniczącym krakowskiej grupy parlamentarnej. W końcu 1937 współorganizował Klub Demokratyczny w Warszawie i Krakowie, został członkiem komitetu Organizacyjnego Stronnictwa Demokratycznego w Krakowie. W połowie kwietnia 1939 wybrany został prezesem Rady Naczelnej SD. W latach trzydziestych działał w Lidze Morskiej i Kolonialnej, należał do wybitnych wolnomularzy w Krakowie. Prezes Zarządu Okręgu Kraków Związku Legionistów Polskich w 1936 roku.
Podczas okupacji niemieckiej był organizatorem i przywódcą konspiracyjnego SD w Krakowie. Aresztowany w Krakowie między 11 a 13 stycznia 1941, został 21 lutego 1941 przewieziony do niemieckiego obozu koncentracyjnego Auschwitz i prawdopodobnie tam zamordowany.

## Ordery i odznaczenia
- Krzyż Srebrny Orderu Wojskowego Virtuti Militari nr 6585 (17 maja 1922)[10][11]
- Wielka Wstęga Orderu Odrodzenia Polski (11 listopada 1935)[12][13]
- Krzyż Komandorski Orderu Odrodzenia Polski (10 listopada 1928)[14][15]
- Order Krzyża Grunwaldu III klasy (pośmiertnie, 11 lipca 1946)[16]
- Krzyż Niepodległości (13 kwietnia 1931)[17]
- Krzyżem Walecznych (czterokrotnie)
- Złoty Krzyż Zasługi (13 maja 1933)[18]
- Odznaka Honorowa Polskiego Czerwonego Krzyża I stopnia (1935)[19]